# Contea di Forest (Wisconsin)
La contea di Forest (in inglese, Forest County) è una contea dello Stato del Wisconsin, negli Stati Uniti. La popolazione al censimento del 2000 era di 10 024 abitanti. Il capoluogo di contea è Crandon.